# Колкото толкова
„Колкото толкова“ (на английски: As Good as It Gets) е американска романтична комедия от 1997 г., на режисьора Джеймс Брукс. Премиерата на филма е на 19 декември 1997 г.

## Сюжет
Внимание:  Текстът по-долу разкрива сюжета на произведението (или части от него)!
Мелвин Юдал е това, което може да се нарече „лош човек“, провокативен, груб и егоистичен. Този писател, отшелник в луксозния си апартамент в Манхатън, пише във веригата на сантименталните романи към успеха. Той също страда от обсесивно-компулсивно разстройство, което го прави асоциален. Единственият човек, който изглежда може да понесе без домакинството е Карол Конъли, сервитьорка от ресторанта, в който той редовно сяда на точно определена маса всеки ден. След хоспитализацията на съседа си Саймън Бишоп, нападнат в дома си, Мелвин е принуден да се грижи за кучето му, Вердел. Още повече, вече не в състояние да се грижи за болния си син, Карол е принудена да се откаже от сервитьорската си работа. Разбърквайки всичките му навици и странности, задължението да се грижи за нещо различно от себе си води Мелвин постепенно да изгражда взаимоотношения с другите.

## Актьорски състав
| Актьор              | Роля            |
| ------------------- | --------------- |
| Джак Никълсън       | Мелвин Юдал     |
| Хелън Хънт          | Каръл Конъли    |
| Грег Киниър         | Саймън Бишъп    |
| Куба Гудинг Джуниър | Франк Сакс      |
| Скийт Улрих         | Винсънт Лопиано |
| Шърли Найт          | Бевърли Конъли  |
| Джеси Джеймс        | Спенс Конъли    |
| Ярдли Смит          | Джаки Симпсън   |
| Джули Бенц          | рецепционистка  |
| Лупе Онтиверос      | Нора Манинг     |
| Харолд Реймис       | д-р Мартин Бетс |

## Награди и номинации
| Категория                                          | Номиниран(и)                         | Резултат                |
| Оскар (23 март 1998 г.)                            | Оскар (23 март 1998 г.)              | Оскар (23 март 1998 г.) |
| -------------------------------------------------- | ------------------------------------ | ----------------------- |
| Най-добра мъжка роля                               | Джак Никълсън                        | награда                 |
| Най-добра женска роля                              | Хелън Хънт                           | награда                 |
| Най-добра поддържаща мъжка роля                    | Грег Киниър                          | номинация               |
| Най-добър филм                                     | Най-добър филм                       | номинация               |
| Най-добър филмов монтаж                            | Ричард Маркс                         | номинация               |
| Най-добра филмова музика                           | Ханс Цимер                           | номинация               |
| Най-добър оригинален сценарий                      | Марк Андрюс, Джеймс Брукс            | номинация               |
| Златен глобус (18 януари 1998 г.)                  |                                      |                         |
| Най-добър филм – мюзикъл или комедия               | Най-добър филм – мюзикъл или комедия | награда                 |
| Най-добър актьор в мюзикъл или комедия             | Джак Никълсън                        | награда                 |
| Най-добра актриса в мюзикъл или комедия            | Хелън Хънт                           | награда                 |
| Най-добър поддържащ актьор                         | Грег Киниър                          | номинация               |
| Най-добър режисьор                                 | Джеймс Брукс                         | номинация               |
| Най-добър сценарий                                 | Марк Андрюс, Джеймс Брукс            | номинация               |
| Сателит (22 февруари 1998 г.)                      |                                      |                         |
| Най-добър филм – мюзикъл или комедия               | Най-добър филм – мюзикъл или комедия | награда                 |
| Най-добър актьор в мюзикъл или комедия             | Джак Никълсън                        | награда                 |
| Най-добра актриса в мюзикъл или комедия            | Хелън Хънт                           | награда                 |
| Най-добър поддържащ актьор в мюзикъл или комедия   | Грег Киниър                          | номинация               |
| Най-добър поддържащ актьор в мюзикъл или комедия   | Куба Гудинг Джуниър                  | номинация               |
| Най-добра поддържаща актриса в мюзикъл или комедия | Шърли Найт                           | номинация               |